# فرودگاه شهرستان سیرکی
فرودگاه شهرستان سیرکی (به انگلیسی: Searcy Municipal Airport) یک فرودگاه همگانی بهره‌برداری هوایی با کد یاتا SRC است که یک باند فرود آسفالت دارد و طول باند آن ۱۸۳۱ متر است. این فرودگاه در کشور ایالات متحده آمریکا قرار دارد و در ارتفاع ۸۱ متری از سطح دریا واقع شده است.